# Patrick Malahide
Patrick Malahide (Reading, 24 maart 1945), geboren als Patrick Gerald Duggan, is een Brits acteur.

## Biografie
Malahide werd geboren in Reading bij Ierse immigranten. Hij doorliep het secundair onderwijs aan de Douai School in Woolhampton.
Malahide begon in 1976 met acteren in de televisieserie The Flight of the Heron, waarna hij nog meer dan honderd rollen speelde in televisieseries en films. In 1986 werd hij genomineerd voor een BAFTA award voor zijn rol in de miniserie The Singing Detective in de categorie Beste Acteur.

## Filmografie

### Films
Selectie:
- 2018 Mortal Engines - als Magnus Crome
- 2016 Bridget Jones's Baby - als George Wilkins
- 2012 Endeavour - als Richard Lovell (pilotaflevering van gelijknamige televisieserie)
- 2008 The 39 Steps (televisiefilm) - als Professor Fisher
- 2008 Brideshead Revisited - als mr. Ryder
- 2006 Like Minds - als Headmaster
- 2005 Sahara - als ambassadeur Polidori
- 2004 The Rocket Post - als Charles Ilford
- 2004 EuroTrip - als Arthur Frommer
- 2001 Captain Corelli's Mandolin - als Colonel Barge
- 2000 Quills - als Delbené
- 2000 Billy Elliot - als schoolhoofd
- 1999 The World Is Not Enough - als Lachaise
- 1998 U.S. Marshals - als Bertram Lamb
- 1995 Cutthroat Island - als Ainslee
- 1995 Two Deaths - als George Bucsan
- 1984 The Killing Fields - als Morgan

### Televisieseries
Selectie:
- 2015-2019 Luther - als George Cornelius - 6 afl.
- 2015-2016 Indian Summers - als Lord Willingdon - 10 alf.
- 2012-2016 Game of Thrones - als Balon Greyjoy - 4 afl.
- 2012 Hunted - als Jack Turner - 8 afl.
- 2012 The Paradise - als Lord Glendenning - 8 afl.
- 2009-2010 Law & Order: UK - als Robert Ridley - 3 afl.
- 2010 Survivors - als Landry - 3 afl.
- 2007 Five Days - als John Poole - 4 afl.
- 1993-1994 Alleyn Mysteries - als hoofd inspecteur Alleyn - 8 afl.
- 1994 Middlemarch - als Edward Casaubon - 4 afl.
- 1992 The Blackheath Poisonings - als Robert Dangerfield - 3 afl.
- 1992 The Secret Agent - als adjunct-commissaris - 3 afl.
- 1991 Children of the North - als kolonel Mailer - 4 afl.
- 1979-1988 Minder - als Chisholm - 24 afl.
- 1988 The Franchise Affair - als Robert Blair - 6 afl.
- 1988 The One Game - als Magnus - 4 afl.
- 1988 News at Twelve - als Arthur Starkey - 6 afl.
- 1986 The Singing Detective - als Mark Binney / Raymond - 6 afl.
- 1986 The December Rose - als mr. Hastymite - 5 afl.
- 1985 The Pickwick Papers - als mr. Jingle - 8 afl.
- 1981 Dear Enemy - als mr. Macrae - 7 afl.
- 1978 The Standard - als Colin Anderson - 13 afl.

- Biblioteca Nacional de España: XX1306450
- Bibliothèque nationale de France: cb140489150 (data)
- Gemeinsame Normdatei: 1077872461
- International Standard Name Identifier: 0000 0001 1671 7194
- Library of Congress Control Number: no98037583
- MusicBrainz: 86e32b9e-983f-4d58-bb54-b801c8001c27
- Nationale Bibliotheek van Tsjechië: xx0250347
- Nationale Bibliotheek van Israël: 987007333241205171
- SNAC: w6df7td0
- Système universitaire de documentation: 137628862
- Virtual International Authority File: 73467710
- WorldCat: E39PBJrrtWwk3kmKGv3Rk6HKVC